# KEYABINGO!
『KEYABINGO!』（ケヤビンゴ）は、2016年から2018年まで日本テレビで放送されていた欅坂46のバラエティ番組である。

## 概要
『KEYABINGO!』は、乃木坂46に続く坂道シリーズとして結成された欅坂46がAKBINGO!、NOGIBINGO!の「BINGO!」シリーズの第三弾として開始したバラエティ番組。「バラエティを制する者は、芸能界を制す!」をモットーに、バラエティ経験の少ない欅坂46メンバーが、体を張った様々な企画に挑むことで、AKB48、乃木坂46に続く国民的アイドルグループを目指す。サンドウィッチマンは、当番組でアイドル番組の司会を初担当した。番組内のミニコーナー「KEYA ROOM -欅坂46がパジャマで女子トーク-」は、未公開映像を含む完全版が動画配信サービスのHuluで番組と合わせて公開されている。
2017年1月10日、『KEYABINGO!2』を放送開始。同年1月27日、『KEYABINGO!』のBlu-ray・DVD BOXを発売。Blu-ray BOXは、2017年2月6日付のオリコン週間Blu-ray総合ランキングで8位、バラエティ・お笑い部門で1位を獲得。
2017年7月、『KEYABINGO!3』が放送決定。初めて長濱ねる以外のけやき坂46（通称：ひらがなけやき）のメンバーも登場。けやき坂46と欅坂46（通称：漢字欅）が週替わりで番組を担当し、各回でそれぞれ様々な企画に挑戦して、SNSでのコメント数を競い合う。同年12月22日、『KEYABINGO!2』のBlu-ray・DVD BOXを発売。Blu-ray BOXは、2018年1月1日付のオリコン週間Blu-ray総合ランキングで26位を獲得。
2018年3月、『KEYABINGO!4 ひらがなけやきって何?』が放送決定。初めてけやき坂46（通称：ひらがなけやき）が単独で「BINGO!」シリーズに挑戦。同年6月29日、『KEYABINGO!3』のBlu-ray・DVD BOXを発売。
2018年11月9日、『KEYABINGO!4  ひらがなけやきって何?』のBlu-ray・DVD BOXを発売。

## KEYABINGO!
『KEYABINGO!』（ケヤビンゴ）は、2016年7月5日から2016年9月27日まで毎週火曜 1:29 - 1:59（月曜深夜 25:29 - 25:59）に日本テレビで放送されていた欅坂46のバラエティ番組である。

### 出演者
レギュラー
- MC
  - サンドウィッチマン（伊達みきお、富澤たけし）[17]
- 欅坂46[18]
  - 石森虹花、今泉佑唯、上村莉菜、尾関梨香、織田奈那、小池美波、小林由依、齋藤冬優花、佐藤詩織、志田愛佳、菅井友香、鈴本美愉、長沢菜々香、土生瑞穂、原田葵、平手友梨奈、守屋茜、米谷奈々未、渡辺梨加、渡邉理佐、長濱ねる[17]

ゲスト
- 三四郎 - 第1回「欅坂46へのドッキリ!」仕掛け人（ニセMC役）[19]、第4回「真夏のホラーカラオケGP」代理MC[20]。
- タカノハシアキラ（デンジャー川上） - 第1回「欅坂46へのドッキリ!」仕掛け人（ニセディレクター役）[21]、第4回「真夏のホラーカラオケGP」では、遺影の写真役、「欅坂46 vs いとうあさこ46歳 センターを懸けた戦い!」では、マシュマロキャッチのパートナーで出演[要出典]。
- さとう珠緒 - 第7回「欅坂46がセクシーキャラ&ぶりっ子キャラに! 意外な才能開花!」ぶりっ子担当講師[22]。
- 橋本マナミ - 第7回「欅坂46がセクシーキャラ&ぶりっ子キャラに! 意外な才能開花!」セクシー担当講師[22]。
- 島田秀平 - 第10回「欅坂46で一番運が良いのは誰だ? ラッキーガールランキング!」手相占い[23]。
- ぷりあでぃす玲奈 - 第10回「欅坂46で一番運が良いのは誰だ? ラッキーガールランキング!」五星三心占い[23]。
- いとうあさこ - 第12回「欅坂46 vs いとうあさこ46歳 センターを懸けた戦い!」で欅坂46と対決[24]。対決はいとうが勝利し、いとうあさこ46 featuring 欅坂46による「サイレントマジョリティー」を披露[25]。

### 放送時間
| 放送期間                      | 放送日時                           | 放送局                                | 対象地域   | 備考   |
| ----------------------------- | ---------------------------------- | ------------------------------------- | ---------- | ------ |
| 2016年7月5日 - 2016年9月27日  | 火曜日 01:29 - 01:59（月曜日深夜） | 日本テレビ                            | 関東広域圏 | 制作局 |
| 2016年10月25日 -              | 火曜日 22:00 - 23:00               | 日テレプラス ドラマ・アニメ・スポーツ | 日本全域   | 有料CS |
| 2018年6月25日 - 2018年9月10日 | 月曜日 23:00 - 23:30               | BS日テレ                              | 日本全域   | BS放送 |

### 放送日程
| 回 | 放送日        | 放送内容                                                                                             | KEYA ROOM                                                                      |
| -- | ------------- | --- | ------------------------------------------------------------------------------ |
| 1  | 2016年 7月5日 | 欅坂46へのドッキリ!                                                                                  | 織田奈那、小林由依、齋藤冬優花、守屋茜、渡邉理佐                               |
| 2  | 7月12日       | 欅坂46が1対1のガチンコ対決!                                                                          | 石森虹花、志田愛佳、菅井友香、長濱ねる、土生瑞穂                               |
| 3  | 7月19日       | 欅坂46がアイドルの命・顔面を使って火花を散らし合う! 恐怖の初ロケ企画! 真夏のホラーカラオケGP（前半） | 今泉佑唯、上村莉菜、尾関梨香、小池美波、原田葵                                 |
| 4  | 7月26日       | 恐怖の初ロケ企画! 真夏のホラーカラオケGP（後半）                                                     | 志田愛佳、菅井友香、長沢菜々香、米谷奈々未、渡辺梨加                           |
| 5  | 8月2日        | 欅坂46が全力疾走! 超豪華食材を賭けたバーベキュー鬼ごっこ!                                            | 石森虹花、齋藤冬優花、長濱ねる、土生瑞穂、渡邉理佐                             |
| 6  | 8月9日        | 欅坂46の素顔を大公開! 隠し撮りで楽屋を密かにモニタリング!                                            | 織田奈那、小林由依、齋藤冬優花、佐藤詩織、守屋茜                               |
| -  | 8月16日       | 放送休止                                                                                             | 放送休止                                                                       |
| 7  | 8月23日       | 欅坂46がセクシーキャラ&ぶりっ子キャラに! 意外な才能開花!                                             | 小池美波、菅井友香、鈴本美愉、原田葵、渡邉理佐                                 |
| 8  | 8月30日       | セクシー&ぶりっ子 男心をつかむ演技対決!                                                              | 上村莉菜、尾関梨香、織田奈那、小林由依、志田愛佳                               |
| 9  | 9月6日        | 欅坂46で一番男ウケするメンバーは誰? メール&勝負服で対決!                                             | 鈴本美愉、守屋茜、米谷奈々未、土生瑞穂、長沢菜々香                             |
| 10 | 9月13日       | 欅坂46で一番運がいいのは誰だ? ラッキーガールランキング                                               | 石森虹花、小池美波、長濱ねる、原田葵、渡辺梨加                                 |
| 11 | 9月20日       | メンバーが考えた日本昔話を披露! 子どもにウケるのはどのチーム!?                                       | 上村莉菜、佐藤詩織、菅井友香、鈴本美諭、平手友梨奈                             |
| 12 | 9月27日       | 欅坂46 vs いとうあさこ46歳 センターを懸けた戦い!                                                     | 小林由依、志田愛佳、菅井友香、長濱ねる、平手友梨奈、守屋茜、渡辺梨加、渡邉理佐 |

### スタッフ
- 企画プロデュース：秋元康[45]
- ナレーター：杉田智和、田澤利依子[46]
- 構成：三田卓人、竹村武司、河口ワタル、石田ケント[45]
- TM：木村博靖[47]
- SW：村上和正[47]
- カメラ：中村哲也[47]
- 音声：宮内貞[47]
- VE：鈴木昭博[47]
- LD：大矢晃[47]
- 美術プロデューサー：栗原和也、大川明子[47]
- デザイン：栗原純二[47]
- 大道具：永瀬雅俊[47]
- 小道具：伊沢英樹[47]
- 衣装：栗田佐智子[47]
- 技術協力：NiTRO[47]
- 美術協力：日テレアート[47]
- 編集：杉本啓二（イカロス）[47]
- MA：田倉学（イカロス）[47]
- CG：ドラゴンプーピクチャーズ[47]
- 音効：高取謙（thee BLUEBEAT）[47]
- TK：山沢啓子[47]
- 企画協力：窪田康志（AKS）、佐野裕一（田辺音楽出版）[47]
- 製作委員会：松瀬真一郎、塩入聡太、佐野絵梨、中村考太郎[47]
- AP：橋本早世[47]
- デスク：当田駒子[47]
- AD：池田雅美、光若令真、吉田香里奈、三上由貴、荒井悠希[47]
- ディレクター：師岡靖成、吉田晃浩、中尾光佐、杉田心平[47]
- 演出：藤井良記[45]
- コンテンツプロデューサー：毛利忍[45]
- プロデューサー：井原亮子、齋藤匠、渡邊崇士[45]
- 統括プロデューサー：中村博行[45]
- チーフプロデューサー：糸井聖一[45]
- 制作協力：acro[45]
- 企画制作：日本テレビ[45]
- 製作著作：「KEYABINGO!」製作委員会[45]

## KEYABINGO!2
『KEYABINGO!2』（ケヤビンゴ ツー）は、2017年1月10日から2017年3月28日まで毎週火曜 1:29 - 1:59（月曜深夜 25:29 - 25:59）に日本テレビで放送されていた欅坂46のバラエティ番組である。

### 出演者
レギュラー
- MC
  - サンドウィッチマン[5]
- 欅坂46[18]
  - 石森虹花、今泉佑唯、上村莉菜、尾関梨香、織田奈那、小池美波、小林由依、齋藤冬優花、佐藤詩織、志田愛佳、菅井友香、鈴本美愉、長沢菜々香、土生瑞穂、原田葵、平手友梨奈、守屋茜、米谷奈々未、渡辺梨加、渡邉理佐、長濱ねる[49]

ゲスト
- くわばたりえ（クワバタオハラ） - 第2回「欅坂46で嫁力があるのは誰だ? 息子の嫁にしたい選手権!」審査委員長[50]。
- 児嶋一哉（アンジャッシュ） - 第3回「超ピンポイント萌えクイズ 俺が正解!!」出題者[51]。
- 千鳥（お笑いタレント） - 第3回「超ピンポイント萌えクイズ 俺が正解!!」出題者[51]。
- 西出ひろ子（マナーコンサルタント） - 第4回「菅井友香を超えられるか!? 欅坂46 NO.1お嬢様決定戦!」第1回戦テーブルマナー対決、解説・判定[52]。
- 辻岡義堂（日本テレビアナウンサー） - 第4回「菅井友香を超えられるか!? 欅坂46 NO.1お嬢様決定戦!」菅井友香プロフィール紹介[53]。
- マイケル富岡 - 第4回「菅井友香を超えられるか!? 欅坂46 NO.1お嬢様決定戦!」第2回戦英会話力チェック対決、解説・判定[52]。
- 山段智昭 - 第6回「欅坂46に反抗期がやってきた! 不良娘No.1決定戦!!」に元不良のアニキとして出演。
- サクセエモリ -  第6回「欅坂46に反抗期がやってきた! 不良娘No.1決定戦!!」に元不良のアニキとして出演。
- BLACK（プロヨーヨーパフォーマー） - 第9回「表情を崩したら即失格! クールビューティーNO.1決定戦」予選1回戦グループAの刺客[54]。
- サンシャイン池崎（お笑いタレント） - 第9回「表情を崩したら即失格! クールビューティーNO.1決定戦」予選1回戦グループAの刺客[54]。
- YOU（マジシャン） - 第9回「表情を崩したら即失格! クールビューティーNO.1決定戦」予選2回戦グループBの刺客[54]。
- むらせ（ものまねタレント） - 第9回「表情を崩したら即失格! クールビューティーNO.1決定戦」予選2回戦グループBの刺客[54]。
- 瀧口光夫 - 第9回「表情を崩したら即失格! クールビューティーNO.1決定戦」予選3回戦グループCの刺客[54]。
- カミナリ - 第9回「表情を崩したら即失格! クールビューティーNO.1決定戦」決勝戦の刺客[54]。
- タカノハシアキラ（デンジャー川上） - 第9回「表情を崩したら即失格! クールビューティーNO.1決定戦」決勝戦の刺客[54]。第11回「メンバー持ち込み企画祭り! 花嫁姿激写&ナゾの3人組登場」ゆいちゃんず vs ななちゃんず可愛さ3本勝負の審査員[55]。
- 山本紘之（日本テレビアナウンサー） - 第11回「メンバー持ち込み企画祭り! 花嫁姿激写&ナゾの3人組登場」ゆいちゃんず vs ななちゃんず可愛さ3本勝負の実況[55]。
- 横澤夏子 - 第12回「横澤46 vs 欅坂46 センターを賭けた3番勝負!」対決は欅坂が勝利したが、横澤夏子46 featuring 欅坂46による「二人セゾン」を披露[56]。

### 放送時間
| 放送期間                | 放送日時                           | 放送局       | 対象地域       | 備考        |
| ----------------------- | ---------------------------------- | ------------ | -------------- | ----------- |
| 2017年1月10日 - 3月28日 | 火曜日 01:29 - 01:59（月曜日深夜） | 日本テレビ   | 関東広域圏     | 制作局      |
| 2017年3月7日 -          | 火曜日 22:00 - 23:00               | 日テレプラス | 日本全域       | 2回連続放送 |
| 2017年7月14日 -         | 金曜日 02:35 - 03:05（木曜日深夜） | 日本海テレビ | 鳥取県・島根県 |             |

### 放送日程
| 回 | 放送日         | 放送内容                                                    | KEYA ROOM                                                                        |
| -- | -------------- | ----------------------------------------------------------- | -------------------------------------------------------------------------------- |
| 1  | 2017年 1月10日 | イケメン勢ぞろい! 欅坂46 NO.1 彼氏決定戦!!                  | 織田奈那、志田愛佳、長濱ねる、土生瑞穂、渡邉理佐                                 |
| 2  | 1月17日        | 欅坂46で嫁力があるのは誰だ? 息子の嫁にしたい選手権!         | 尾関梨香、齋藤冬優花、菅井友香、原田葵、守屋茜!                                  |
| 3  | 1月24日        | 超ピンポイント萌えクイズ 俺が正解!!                         | 石森虹花、上村莉菜、佐藤詩織、長沢菜々香、渡辺梨加                               |
| 4  | 1月31日        | 菅井友香を超えられるか!? 欅坂46 NO.1お嬢様決定戦!           | 齋藤冬優花、菅井友香、長濱ねる、土生瑞穂、米谷奈々未                             |
| 5  | 2月7日         | 自分のカラダちゃんと分かる!? 欅坂46カラダのパーツ当てクイズ | 石森虹花、今泉佑唯、小林由依、鈴本美愉、渡邉理佐                                 |
| 6  | 2月14日        | 欅坂46に反抗期がやってきた! 不良娘No.1決定戦!!              | 上村莉菜、織田奈那、志田愛佳、守屋茜、渡辺梨加                                   |
| 7  | 2月21日        | 原宿KEYABINGO! 原宿を遊び尽くす!                            | 織田奈那、志田愛佳、菅井友香、長濱ねる、渡邉理佐                                 |
| 8  | 2月28日        | 原宿KEYABINGO! 原宿を遊び尽くす!                            | 今泉佑唯、小林由依、佐藤詩織、守屋茜、渡辺梨加                                   |
| 9  | 3月7日         | 表情を崩したら即失格! クールビューティーNO.1決定戦          | 石森虹花、志田愛佳、菅井友香、原田葵、渡邉理佐                                   |
| 10 | 3月14日        | 欅坂46ドッキリ祭り                                          | 今泉佑唯、尾関梨香、小池美波、佐藤詩織、渡辺梨加                                 |
| 11 | 3月21日        | メンバー持ち込み企画祭り! 花嫁姿激写&ナゾの3人組登場        | 織田奈那、齋藤冬優花、佐藤詩織、長沢菜々香、土生瑞穂、米谷奈々未                 |
| 12 | 3月28日        | 横澤46 vs 欅坂46 センターを賭けた3番勝負!                   | 織田奈那、志田愛佳、鈴本美愉、平手友梨奈、守屋茜、米谷奈々未、渡辺梨加、渡邉理佐 |

### スタッフ
- 企画プロデュース：秋元康[64]
- ナレーター：杉田智和、田澤利依子[65]
- 構成：三田卓人、竹村武司、西村隆志、デーブ八坂[64]
- TM：木村博靖[65]
- SW：村上和正[65]
- カメラ：中村哲也[65]
- 音声：宮内貞[65]
- VE：鈴木昭博[65]
- LD：高橋正彦[65]
- 美術プロデューサー：栗原和也、大川明子[65]
- デザイン：栗原純二[65]
- 大道具：永瀬雅俊[65]
- 小道具：伊沢英樹[65]
- 衣装：栗田佐智子[65]
- 技術協力：NiTRO[65]
- 美術協力：日テレアート[65]
- 編集：杉本啓二（イカロス）[65]
- MA：田倉学（イカロス）[65]
- CG：西村拓哉（ドラゴンプーピクチャーズ）[65]
- イラスト：種田優太[65]
- 音効：高取謙（thee BLUEBEAT）[65]
- TK：山沢啓子[65]
- 企画協力：窪田康志（AKS）、佐野裕一（田辺音楽出版）[65]
- 製作委員会：土岐洋久、松瀬真一郎、佐野絵梨、中村考太郎、中村好佑[65]
- AP：日下潤[65]
- デスク：当田駒子[65]
- AD：荒井悠希、光若令真、吉田香里奈、波多野里奈[65]
- ディレクター：師岡靖成、吉岡大介、中尾光佐、杉田心平[65]
- 演出：渡辺春佳、藤井良記[64]
- コンテンツプロデューサー：毛利忍[64]
- プロデューサー：今井大輔、相澤幸一、橋本早世[64]
- 統括プロデューサー：中村博行[64]
- チーフプロデューサー：糸井聖一[64]
- 制作協力：acro[64]
- 企画制作：日本テレビ[64]
- 製作著作：「KEYABINGO!2」製作委員会[64]

## KEYABINGO!3
『KEYABINGO!3』（ケヤビンゴ スリー）は、2017年7月18日から2017年9月26日まで毎週火曜 1:29 - 1:59（月曜深夜）に日本テレビで放送されていた欅坂46のバラエティ番組である。

### 出演者
レギュラー
- MC
  - サンドウィッチマン[9]
- 欅坂46（漢字欅）[18]
  - 石森虹花、上村莉菜、尾関梨香、織田奈那、小池美波、小林由依、齋藤冬優花、佐藤詩織、志田愛佳、菅井友香、鈴本美愉、長沢菜々香、土生瑞穂、原田葵、平手友梨奈、守屋茜、米谷奈々未、渡辺梨加、渡邉理佐[67]
- けやき坂46（ひらがなけやき）[18]
  - 井口眞緒、潮紗理菜、柿崎芽実、影山優佳、加藤史帆、齊藤京子、佐々木久美、佐々木美玲、高瀬愛奈、高本彩花、長濱ねる、東村芽依[67]

ゲスト
- 矢野武（フリーアナウンサー）- 第2回「今回はけやき坂号泣&感動の60分間耐久ダンスサバイバル」実況[68]。
- 本西佳苗（エアロビクスインストラクター） - 第2回「今回はけやき坂号泣&感動の60分間耐久ダンスサバイバル」エアロビクス試練ゾーン刺客[68]。
- 伊藤誠朗（フィットネスインストラクター） - 第2回「今回はけやき坂号泣&感動の60分間耐久ダンスサバイバル」自衛隊式エクササイズ試練ゾーン刺客[68]。
- ちゅうえい（流れ星） - 第2回「今回はけやき坂号泣&感動の60分間耐久ダンスサバイバル」試練ゾーン刺客[68]。
- 山崎ねお（YouTuber） - 第4回「ひらがなけやきがバズる動画で真剣勝負! KEYATube」審査員[69]。
- ゆきだるま（YouTuber） - 第4回「ひらがなけやきがバズる動画で真剣勝負! KEYATube」審査員[69]。
- かす（YouTuber） - 第4回「ひらがなけやきがバズる動画で真剣勝負! KEYATube」審査員[69]。
- 大久保佳代子（オアシズ） - 第5回「ひらがなけやきが死ぬ前に食べたい! 最後の晩餐グランプリ」審査員[70]。
- 梶裕貴（声優） - 第6回「イケボ&愛してるよゲームで絶叫! ときめきズッキュンGP」内の「女子のシャートを撃ち抜け! イケボでズッキュンセリフ」アテレコ読み[71]。
- 川嶋友貴（一般人）、柴田達成（一般人）、斉藤貴彦（一般人）、林しょうた（一般人）、桑原涼一（一般人） - 第6回「イケボ&愛してるよゲームで絶叫! ときめきズッキュンGP」内の「愛してるよゲーム」照れない男性役[71]。
- 平井“ファラオ”光（馬鹿よ貴方は）、永野（ピン芸人） - 第6回「イケボ&愛してるよゲームで絶叫! ときめきズッキュンGP」内の「愛してるよゲーム」照れない男性役[71]。
- ラルフ鈴木（日本テレビアナウンサー） - 第7回「長濱ねるVS影山優佳クイズ王決定戦けやき坂高校生クイズ」クイズ出題[72]。
- 井上咲楽（タレント）- 第8回「現役女子高生が判定SNSで流行る!? バズり写真コンテスト」審査員[73]。
- 春名風花（女優・声優）- 第8回「現役女子高生が判定SNSで流行る!? バズり写真コンテスト」審査員[73]。
- ゆぅゆぅ（ギャルサーGeNEX代表）- 第8回「現役女子高生が判定SNSで流行る!? バズり写真コンテスト」審査員[73]。
- 大橋エリ（グラス・ハープ奏者） - 第11回「遂に最終回欅坂&けやき坂が視聴者へ感謝パフォーマンス」欅坂46（漢字欅）へのグラス・ハープ指導[74]。
- 桑名龍希（書道家） - 第11回「遂に最終回欅坂&けやき坂が視聴者へ感謝パフォーマンス」けやき46（ひらがなけやき）への書道パフォーマンス指導[74]。

### 放送時間
| 放送期間                | 放送日時                         | 放送局       | 対象地域            | 備考   |
| ----------------------- | -------------------------------- | ------------ | ------------------- | ------ |
| 2017年7月18日 - 9月26日 | 火曜日 1:29 - 1:59（月曜日深夜） | 日本テレビ   | 関東広域圏          | 制作局 |
| 2017年 10月11日 -       | 水曜日 2:05 - 2:35（火曜日深夜） | 日本海テレビ | シーズン2からネット |        |

### 放送日程
| 回 | 放送日         | 放送内容                                                 | KEYA ROOM                                                                |
| -- | -------------- | -------------------------------------------------------- | ------------------------------------------------------------------------ |
| 1  | 2017年 7月18日 | 遂にスタート欅坂とけやき坂がSNSの数でガチンコ対決        | 柿崎芽実、加藤史帆、齊藤京子、佐々木美玲、長濱ねる                       |
| 2  | 7月25日        | 今回はけやき坂号泣&感動の60分間耐久ダンスサバイバル      | 井口眞緒、潮紗理菜、影山優佳、齊藤京子、佐々木久美                       |
| 3  | 8月1日         | 欅坂仮想デート彼女と〇〇なう。に使っていいよ選手権!      | 柿崎芽実、加藤史帆、高瀬愛奈、高本彩花、東村芽依                         |
| 4  | 8月8日         | ひらがなけやきがバズる動画で真剣勝負! KEYATube           | 加藤史帆、齊藤京子、佐々木久美、高本彩花、長濱ねる                       |
| 5  | 8月15日        | ひらがなけやきが死ぬ前に食べたい! 最後の晩餐グランプリ   | 上村莉菜、小池美波、原田葵、守屋茜、渡辺梨加                             |
| 6  | 8月22日        | イケボ&愛してるよゲームで絶叫! ときめきズッキュンGP      | 井口眞緒、潮紗理菜、齊藤京子、高本彩花、東村芽依                         |
| 7  | 8月29日        | 長濱ねるVS影山優佳クイズ王決定戦けやき坂高校生クイズ     | 石森虹花、菅井友香、齋藤冬優花、佐藤詩織、渡辺梨加                       |
| 8  | 9月5日         | 現役女子高生が判定SNSで流行る!? バズり写真コンテスト     | 潮紗理菜、柿崎芽実、影山優佳、佐々木久美、高瀬愛奈                       |
| 9  | 9月12日        | 自力で競り落とせ! けやき坂憧れの罰ゲームオークション開催 | 井口眞緒、加藤史帆、佐々木美玲、高本彩花、東村芽依                       |
| 10 | 9月19日        | コメント数で勝負が決まる欅坂VSけやき坂アピール陸上       | 尾関梨香、織田奈那、長沢菜々香、土生瑞穂、渡邉理佐                       |
| 11 | 9月26日        | 遂に最終回欅坂&けやき坂が視聴者へ感謝パフォーマンス      | 井口眞緒、加藤史帆、齊藤京子、佐々木久美、菅井友香、鈴本美愉、長沢菜々香 |

### スタッフ
- 企画プロデュース：秋元康[66]
- ナレーター：垂木勉、田澤利依子[79]
- 構成：三田卓人、竹村武司、西村隆志、デーブ八坂[66]
- TM：木村博靖[79]
- SW：村上和正[79]
- カメラ：中村哲也[79]
- 音声：宮内貞[79]
- VE：鈴木昭博[79]
- LD：高橋正彦[79]
- 美術プロデューサー：栗原和也、大川明子[79]
- デザイン：栗原純二[79]
- 大道具：永瀬雅俊[79]
- 小道具：伊沢英樹[79]
- 衣装：栗田佐智子[79]
- 技術協力：NiTRO[79]
- 美術協力：日テレアート[79]
- 編集：杉本啓二（イカロス）[79]
- MA：田倉学（イカロス）[79]
- CG：西村拓哉（ドラゴンプーピクチャーズ）[79]
- イラスト：種田優太[79]
- 音効：高取謙（thee BLUEBEAT）[79]
- TK：山沢啓子[79]
- 企画協力：窪田康志（AKS）、佐野裕一（田辺音楽出版）[79]
- 製作委員会：土岐洋久、松瀬真一郎、佐野絵梨、中村考太郎、中村好佑[79]
- AP：日下潤[79]
- デスク：当田駒子[79]
- AD：荒井悠希、光若令真、吉田香里奈、波多野里奈[79]
- ディレクター：師岡靖成、吉岡大介、中尾光佐、杉田心平、瀬下瑠星[79]
- 演出：渡辺春佳[66]
- コンテンツプロデューサー：毛利忍[66]
- プロデューサー：大友有一、相澤幸一、橋本早世、日下潤[66]
- 統轄プロデューサー：中村博行[66]
- チーフプロデューサー：糸井聖一[66]
- 制作協力：acro[66]
- 企画制作：日本テレビ[66]
- 製作著作：日テレ/VAP[66]

## KEYABINGO!4
『KEYABINGO!4』（ケヤビンゴ フォー）は、2018年4月17日から6月26日まで毎週火曜 1:29 - 1:59（月曜深夜）に日本テレビで放送されていたけやき坂46のバラエティ番組である。

### 出演者
レギュラー
- MC
  - サンドウィッチマン[12]
- けやき坂46（ひらがなけやき）[12]
  - 1期生：井口眞緒、潮紗理菜、柿崎芽実、影山優佳、加藤史帆、齊藤京子、佐々木久美、佐々木美玲、高瀬愛奈、高本彩花、東村芽依[80]
  - 2期生：金村美玖、河田陽菜、小坂菜緒、富田鈴花、丹生明里、濱岸ひより、松田好花、宮田愛萌、渡邉美穂[80]

ゲスト
- 水波綾（女子プロレスラー） - 第1回『話題けやき坂46ムチャぶりドッジボール大号泣&サンド爆笑』恥ずかし固め執行人[81]。
- 布翔太（布鍼灸院・接骨院院長） - 第6回『演技を見破れ本当に○○しているのは誰? 母と電話! サンド爆笑』一回戦・本当に足つぼを押されてるのは誰? 足つぼ施術[82]。
- トレンディエンジェル（お笑いコンビ） - 第7回『教師・同僚・看護師ら身近な職業の人がけやき坂46だらけに?』見届け人[83]、第8回『身近な職業の人が全員けやき坂46? トレエン驚き&（秘）悲鳴対決』見届け人[84]。
- 長濱ねる（欅坂46） - 第11回『サンド爆笑1期生vs2期生リベンジバトルみんなで高く跳べ』のエンディングで「LIVE MONSTER LIVE 2018」告知[85]。

### 放送時間
| 放送期間                | 放送日時                         | 放送局       | 対象地域       | 備考                |
| ----------------------- | -------------------------------- | ------------ | -------------- | ------------------- |
| 2018年4月17日 - 6月26日 | 火曜日 1:29 - 1:59（月曜日深夜） | 日本テレビ   | 関東広域圏     | 制作局              |
| 2018年4月29日 -         | 日曜日 0:55 - 1:25（土曜日深夜） | 高知放送     | 高知県         |                     |
|                         | 日曜日 1:55 - 2:25（土曜日深夜） | 日本海テレビ | 鳥取県・島根県 | シーズン2よりネット |
| 2018年5月2日 -          | 水曜日 2:14 - 2:44（火曜日深夜） | 札幌テレビ   | 北海道         |                     |
| 2018年6月20日 -         | 水曜日 2:09 - 2:40（火曜日深夜） | 中京テレビ   | 中京広域圏     |                     |

### 放送日程
| 回 | 放送日         | 放送内容                                                             | 企画提案者          | KEYA ROOM                                                                          |
| -- | -------------- | -------------------------------------------------------------------- | ------------------- | ---------------------------------------------------------------------------------- |
| 1  | 2018年 4月17日 | 話題けやき坂46ムチャぶりドッジボール大号泣&サンド爆笑                | 佐々木久美          | 加藤史帆、齊藤京子、佐々木久美、佐々木美玲、渡邉美穂                               |
| 2  | 4月24日        | ひらがなけやきガチンコ勝負! サンド驚き根性娘&赤面萌え対決            | 小坂菜緒            | 金村美玖、小坂菜緒、富田鈴花、濱岸ひより、丹生明里                                 |
| 3  | 5月1日         | サンド爆笑! バラエティー能力あるメンバーは誰? 驚き身体能力           | 小坂菜緒            | 柿崎芽実、影山優佳、河田陽菜、高本彩花、東村芽依                                   |
| 4  | 5月8日         | 胸キュン! 涙? 男装メンバーと遊園地で私服デート! サンド驚き           | 柿崎芽実            | 井口眞緒、潮紗理菜、齊藤京子、松田好花、渡邉美穂                                   |
| 5  | 5月15日        | 胸キュン! 涙? 男装メンバーと遊園地で私服デート! サンド驚き           | 柿崎芽実            | 加藤史帆、佐々木久美、高瀬愛奈、東村芽依、富田鈴花                                 |
| 6  | 5月22日        | 演技を見破れ本当に○○しているのは誰? 母と電話! サンド爆笑             | 佐々木美玲          | 井口眞緒、影山優佳、金村美玖、河田陽菜、富田鈴花                                   |
| 7  | 5月29日        | 教師・同僚・看護師ら身近な職業の人がけやき坂46だらけに?              | 齊藤京子 渡邉美穂   | 柿崎芽実、小坂菜緒、佐々木美玲、高瀬愛奈、高本彩花                                 |
| 8  | 6月5日         | 身近な職業の人が全員けやき坂46? トレエン驚き&（秘）悲鳴対決          | 齊藤京子 渡邉美穂   | 潮紗理菜、丹生明里、濱岸ひより、松田好花、宮田愛萌                                 |
| 9  | 6月12日        | メンバー考案&撮影セルフドッキリ動画! プライベート映像も              | 潮紗理菜 富田鈴花   | 潮紗理菜、影山優佳、齊藤京子、高瀬愛奈、高本彩花、東村芽依                         |
| 10 | 6月19日        | サンド驚きけやき坂46私物交換会（秘）演奏（秘）茶道（秘）ミツバチ変身 | 東村芽依 丹生明里   | 河田陽菜、小坂菜緒、濱岸ひより、丹生明里、宮田愛萌、渡邉美穂                       |
| 11 | 6月26日        | サンド爆笑1期生vs2期生リベンジバトルみんなで高く跳べ                 | 加藤史帆 佐々木久美 | 井口眞緒、柿崎芽実、加藤史帆、金村美玖、佐々木久美、佐々木美玲、富田鈴花、松田好花 |

### スタッフ
- 企画プロデュース：秋元康[80]
- 企画提案：メンバー（週替り）[92]
- 構成：三田卓人、平出尚人、飯尾亮昌、平川達矢、石塚祐介[80]
- TM：木村博靖[92]
- SW：津野祐一[92]
- カメラ：中村哲也[92]
- 音声：宮内貞[92]
- VE：鈴木昭博[92]
- LD：高橋正彦[92]
- 美術プロデューサー：栗原一也、大川朋子[92]
- デザイン：北村春美[92]
- 大道具：永瀬雅俊[92]
- 小道具：伊沢英樹[92]
- 衣装：栗田佐智子[92]
- 技術協力：NiTRO[92]
- 美術協力：日テレアート[92]
- 編集：川尻一弘（イカロス）[92]
- MA：田倉学（イカロス）[92]
- 音効：高取謙（Thee BLUE BEAT）[92]
- TK：山沢啓子[92]
- CG：斉藤良浩[92]
- 企画協力：窪田康志（AKS）、佐野裕一（田辺音楽出版）[92]
- 「KEYABINGO!4」製作委員会:海野大輔、山王丸和恵、土岐洋久、山崎隼、内藤ひとみ、川西康代[92]
- AP：東野真有、入江将也[92]
- デスク：当田駒子[92]
- AD：石川正人、松本奈々、下里はつみ、荒井悠希、波多野詩織[92]
- ディレクター：奥村竜、小澤博之、長沼秀幸、萩原博喜、清水克洋、杉田心平、平澤賢宗[92]
- 演出：渡邊政次[80]
- コンテンツプロデューサー：毛利忍[80]、植野浩之[92]
- プロデューサー：大友有一、井原亮子、相澤幸一、小松愛、日下潤[80]
- チーフプロデューサー：納富隆治[92]
- 制作協力：acro、えすと[80]
- 企画制作：日本テレビ[80]
- 製作著作：「KEYABINGO!4」製作委員会[80]

過去のスタッフ
- 総合編成：川邊昭宏[92]
- AP：小暮美帆[92]
- ディレクター：吉岡大介、鈴木あゆみ[92]
- 統轄プロデューサー：倉田忠明[80]
- チーフプロデューサー：糸井聖一[80]

## 関連商品
| リリース日     | タイトル                | レーベル | 規格品番   | 形態   | 封入特典                                                                 | 特典映像 | 抽選応募賞品                                            |
| -------------- | ----------------------- | -------- | ---------- | ------ | ------------------------------------------------------------------------ | --- | ------------------------------------------------------- |
| 2017年1月27日  | KEYABINGO! Blu-ray BOX  | vap      | VPXF-71501 | 通常版 | フォトブックレット（36頁） ポストカード3枚（21種） KEYA ROOMブックレット | メイキング映像 未公開映像 メンバー同士で撮影!「KEYAカメラ」 KEYABINGO! 打ち上げパーティー! サイレントマジョリティー 完全版 KEYA ROOM 完全版（12回）                   | サイン入り番組ポスター（21名）                          |
| 2017年1月27日  | KEYABINGO! DVD BOX      | vap      | VPBF-14570 | 初回版 | フォトブックレット（36頁） ポストカード3枚（21種）                       | メイキング映像 未公開映像 メンバー同士で撮影!「KEYAカメラ」 KEYABINGO! 打ち上げパーティー! サイレントマジョリティー 完全版                                            | サイン入り番組ポスター（21名）                          |
| 2017年12月22日 | KEYABINGO!2 Blu-ray BOX | vap      | VPXF-71552 | 通常版 | ブックレット ポストカード3枚ランダム（21種） KEYAROOMブックレット        | メイキング映像 未公開映像 メンバー同士で撮影!「KEYAカメラ」 カラオケパーティー! KEYAROOM シーズン2 完全版（12回）                                                     | サイン入り番組ポスター（10名） サイン入りチェキ（21名） |
| 2017年12月22日 | KEYABINGO!2 DVD BOX     | vap      | VPBF-14645 | 初回版 | ブックレット ポストカード3枚（21種）                                     | メイキング映像 未公開映像 メンバー同士で撮影!「KEYAカメラ」 カラオケパーティー!                                                                                       | サイン入り番組ポスター（10名） サイン入りチェキ（21名） |
| 2018年6月29日  | KEYABINGO!3 Blu-ray BOX | vap      | VPXF-71587 | 通常版 | ブックレット（36頁） ポストカード3枚ランダム（32種） ブックレット        | メイキング映像 未公開映像 メンバー同士で撮影!「KEYAカメラ」 KEYATube「バカッコイイ日常動画」 けやき坂46「書道パフォーマンス」完全版 KEYAROOM シーズン3 完全版（11回） | サイン入りチェキ（40名）                                |
| 2018年6月29日  | KEYABINGO!3 DVD BOX     | vap      | VPBF-14695 | 初回版 | ブックレット（36頁） ポストカード3枚ランダム（32種）                     | メイキング映像 未公開映像 メンバー同士で撮影!「KEYAカメラ」 KEYATube「バカッコイイ日常動画」 けやき坂46「書道パフォーマンス」完全版                                   | サイン入りチェキ（40名）                                |
| 2018年11月9日  | KEYABINGO!4 Blu-ray BOX | vap      | VPXF-71651 | 通常版 | ブックレット（40頁） ポストカード3枚ランダム（22種） ブックレット        | 密着! メイキング 未公開VTR けやき坂46に足湯の差し入れ! メンバー同士で撮影!「KEYAカメラ」 KEYAROOM シーズン4 完全版（11回）                                            | サイン入りチェキ（46名）                                |
| 2018年11月9日  | KEYABINGO!4 DVD BOX     | vap      | VPBF-14754 | 初回版 | ブックレット（40頁） ポストカード3枚ランダム（22種）                     | 密着! メイキング 未公開VTR けやき坂46に足湯の差し入れ! メンバー同士で撮影!「KEYAカメラ」                                                                              | サイン入りチェキ（46名）                                |